# Tex Blaisdell
Philip Eustice Blaisdell, dit Tex Blaisdell (né le 30 mars 1920 à Houston et mort le 14 mars 1999 à New York) est un auteur de comic strip américain qui travaillait également comme dessinateur de comic book.

## Biographie
Après son service militaire, il assiste de nombreux auteurs de comic strip célèbres, dont Hal Foster sur Prince Vaillant au début des années 1960 (Foster encrant les visages et Lee Marrs les décors). Au décès de Harold Gray en 1968, Blaisdell reprend Little Orphan Annie, assisté de Paul Kirchner, jusqu'en 1973. Dans la suite de la décennie et jusqu'au début des années 1980, il travaille très régulièrement comme encreur pour DC Comics, notamment sur Batman et Superman.

## Prix
- 1977 : Prix du comic book de la National Cartoonists Society